# Tim Young
Tim Aaron Young (Santa Cruz, California, 6 de febrero de 1976) es un exjugador de baloncesto estadounidense que disputó una temporada en la NBA, además de jugar en LEB española y en la liga polaca. Con 2,13 metros de estatura, jugaba en la posición de pívot.

## Trayectoria deportiva

### Universidad
Jugó durante cinco temporadas en los Cardinal de la Universidad de Stanford, en las que promedió 11,7 puntos, 8,1 rebotes y 1,3 tapones por partido. En 1998 fue incluido en el mejor quinteto de la Pacific-10 Conference.

#### Estadísticas
| Temporada | Equipo   | Conf.  | Partidos | MIN  | TC  | TCA | %TC  | 3P  | 3PA | %3P | TL  | TLA | %TL  | REB | ASIS | ROB | TAP | PER | FP  | PTS  |
| 1994-95   | Stanford | Pac-10 | 29       | 25.3 | 4.7 | 9.4 | .500 | 0.0 | 0.0 |     | 2.9 | 4.1 | .692 | 5.4 | 0.4  | 0.5 | 1.5 | 1.5 | 2.9 | 12.3 |
| 1995-96   | Stanford | Pac-10 | 5        | 27.4 | 3.2 | 7.6 | .421 | 0.0 | 0.0 |     | 3.6 | 5.0 | .720 | 6.0 | 1.6  | 0.8 | 0.4 | 2.4 | 2.8 | 10.0 |
| 1996-97   | Stanford | Pac-10 | 30       | 26.1 | 4.7 | 9.3 | .504 | 0.0 | 0.0 |     | 4.4 | 5.5 | .794 | 5.7 | 1.4  | 0.7 | 1.7 | 2.2 | 2.9 | 13.7 |
| 1997-98   | Stanford | Pac-10 | 35       | 27.1 | 4.2 | 8.2 | .514 | 0.0 | 0.0 |     | 2.9 | 3.7 | .763 | 5.6 | 1.7  | 0.2 | 1.2 | 1.8 | 3.0 | 11.3 |
| 1998-99   | Stanford | Pac-10 | 33       | 24.9 | 3.6 | 7.1 | .506 | 0.0 | 0.0 |     | 2.8 | 3.5 | .825 | 4.8 | 2.0  | 0.4 | 0.9 | 1.8 | 2.5 | 10.0 |
| Total     | Stanford |        | 132      | 25.9 | 4.2 | 8.4 | .503 | 0.0 | 0.0 |     | 3.2 | 4.2 | .768 | 5.4 | 1.4  | 0.4 | 1.3 | 1.9 | 2.8 | 11.7 |

### Profesional
Fue elegido en la quincuagésimo sexta posición del Draft de la NBA de 1999 por Golden State Warriors, donde jugó una temporada como suplente de Adonal Foyle, promediando 2,2 puntos y 1,4 rebotes por partido.
Tras ser cortado por los Warriors, juega en la liga polaca, hasta que en 2001 ficha por el Baloncesto León, donde sería incluido en el mejor quinteto de la LEB, tras promediar 14 puntos y 9 rebotes.
Al año siguiente ficha por el Cantabria Lobos, y en 2004 por el Gijón Baloncesto, donde jugaría su última temporada en España.

## Estadísticas de su carrera en la NBA

### Temporada regular
| Año     | Equipo       | PJ | PT | MPP | %TC  | %3P  | %TL  | RPP | APP | ROB | TPP | PPP |
| ------- | ------------ | -- | -- | --- | ---- | ---- | ---- | --- | --- | --- | --- | --- |
| 1999–00 | Golden State | 25 | 0  | 5.5 | .333 | .000 | .778 | 1.4 | .2  | .1  | .0  | 2.2 |
| Total   | Total        | 25 | 0  | 5.5 | .333 | .000 | .778 | 1.4 | .2  | .1  | .0  | 2.2 |